# Artropatía neuropática
La Artropatía neuropática también llamada Enfermedad articular neuropática de Charcot es una enfermedad del sistema nervioso central con degeneración de los nervios que llevan las señales correspondientes a los músculos. Se caracteriza por debilidad asimétrica en el cuerpo, usualmente de un miembro inferior, presencia de fatiga, calambres y fibrilación (contracción o temblor incontrolable de fibras musculares) de los músculos de la extremidad superior con debilidad y espasticidad (algunos músculos se mantienen permanentemente contraídos) de la extremidad inferior. Esta enfermedad suele afectar normalmente a adultos mayores de 50 años, pero se puede presentar a cualquier edad y suele predominar en los hombres. El gen causante ha sido recientemente descubierto.

Esta enfermedad neuropática articular es consecuencia de lesiones de los nervios, que no permiten la percepción del dolor articular por parte de la persona afectada. Por lo tanto, las lesiones y fracturas insignificantes y repetitivas pasan inadvertidas, hasta que finalmente el deterioro acumulado destruye la articulación de forma permanente.

Además, los nervios que transmiten sensaciones a las articulaciones pueden resultar afectados como consecuencia de una variedad de lesiones, enfermedades y trastornos como diabetes mellitus, enfermedades de la columna vertebral, etc.

## Síntomas y diagnóstico
Pueden transcurrir muchos años antes de que el proceso origine problemas en las articulaciones con los síntomas correspondientes, sin embargo, una vez que se desarrollan, la enfermedad puede evolucionar tan rápidamente que la articulación se destruye en pocos meses.
En su fase inicial se confunde a menudo con la artritis. Es frecuente la rigidez y la presencia de líquido en la articulación. Esta no duele, o duele menos de lo que cabría suponer, considerando la magnitud de la lesión. Pero si la enfermedad progresa rápidamente, la articulación puede volverse muy dolorosa y, en estos casos, se inflama a menudo por exceso de líquido y por un crecimiento óseo nuevo. A menudo la articulación se deforma como consecuencia de las fracturas sucesivas; éstas, sumadas al problema de que los ligamentos se estiran de un modo anormal, pueden llevar a una dislocación. Los fragmentos óseos pueden permanecer alrededor de ella, causando un sonido tosco y áspero al moverla. Estos síntomas se presentan habitualmente años después de la lesión del nervio. Las radiografías muestran la lesión de la articulación que, a menudo, se acompaña de depósitos de calcio y crecimiento óseo anormal.
Aunque la rodilla es, a menudo, la más afectada, esta enfermedad puede desarrollarse en casi todas las articulaciones.
Afecta al pie con mayor frecuencia en las personas que sufren de diabetes. Las articulaciones afectadas (con frecuencia una sola y normalmente más de dos o tres) dependen de la localización de la lesión del nervio. El diagnóstico se sospecha cuando una persona que padece una enfermedad neurológica manifiesta una lesión articular por la que no siente el dolor que debería sentir.
En casos de deformidad del hombro, la causa más frecuente es la siringomielia.

## Prevención y tratamiento
En algunos casos se puede prevenir. El tratamiento de esta enfermedad neurológica puede retrasar o incluso revertir la destrucción de la articulación. El diagnóstico y la inmovilización de las fracturas indoloras y el entablillado de las articulaciones que son inestables ayuda a detener, o al menos, minimizar la lesión. Es posible sustituir las caderas y las rodillas quirúrgicamente con una prótesis, si la enfermedad neurológica no progresa; pero las prótesis se suelen aflojar de forma prematura por lo que no son un solución efectiva al 100%.

## Epónimo
El nombre de esta enfermedad se puso en honor de Jean-Martin Charcot, uno de los fundadores de la neurología moderna.